# كولن جيمس (صحفي)
كولن جيمس (بالإنجليزية: Colin James)‏ هو صحفي نيوزلندي، ولد في 25 نوفمبر 1944.

## وصلات خارجية
- الموقع الرسمي